# Tavevele Noa
Tavevele Noa (* 20. April 1992 in Tuvalu) ist ein tuvaluischer Sprinter, der an den Olympischen Sommerspielen 2012 in London teilgenommen hat. Er startete in der Distanz über 100 m und erreichte 11,55 s in den Vorläufen, woraufhin er ausschied.